# 車庫法
車庫法，是日本法律《關於確保汽車保管場所之法律》 的簡稱。此法律課予車輛所有人負有確保停車場所之義務、不能使用道路作為停車場所，為強化停放車輛之規範，車輛使用者必須登記自己擁有的汽車保管場所，以謀求道路空間的合理使用，防止道路之危險，促進交通順暢。
一些國家沒有制定如車庫法般之特別法律，但規定深夜（例如2點到6點）或夜間（如英國倫敦是傍晚7點到早上8點）不能在街道上停車，實質上也有禁止民眾以公共馬路為自家車庫、要求車輛必須有自己的保管場所之效用。
台灣違法停車問題嚴重，因此民間也有應該導入車庫法的倡議。

## 概要
因車輛增加迅速，交通秩序惡化，日本乃於1962年（昭和37）制定車庫法，導入「停車場所證明制度」。
其後，因違法停車嚴重，導致塞車問題及交通事故，因此1991年（平成3）7月實施修法後的新法，規定東京、大阪的輕型汽車也有向警察申告停車空間（車庫）的義務。車庫申告義務的適用地區並逐漸擴大。且車庫的變更也必須向警察申告。另外有「保管場所標章制度」，汽車必須黏貼警察局長所發行的貼紙，虛偽的申告或怠於申告，會有處罰。露天停車也設有罰金。
因修法後新法之施行，馬路上的露天停車數目瞬間減少。1990年到93年，東京都内的露天停車從23萬輛減少到19萬輛，大阪府内也從37萬輛減少到32萬輛。全日本11個地點的夜間長期違法停車數目也減少24～87％。
日本車庫法規定任何人不可以把道路當成自己的車庫，不可以在道路上同一地點停車超過12小時、或夜間連續停車超過8時，否則構成犯罪，以刑罰（罰金）處罰。

## 條文
- 本文（第 1-18 条）
  - 第一条（目的）
  - 第二条（定义）
  - 第三条（保管場所之確保）

```
       持有汽車之人，必須在除了道路上之場所以外之場所，確保該汽車之保管場所（與汽車之使用根據地之距離等事項，須符合政府所定要件。除11條1項以外，以下同）。
```

- - 第四条（提交证明确保存储空间等的文件）
  - 第五条

```
     輕型汽車於最初使用時，其持有人須向該汽車保管位置之管轄警察局長申告該汽車之使用根據地以及保管位置及其他政府所定事項。
```

- - 第六条（存放地点标志）
  - 第7条（变更保管场所等的通知）
  - 第八条（通知）
  - 第九条（汽车行驶限制）
  - 第十条（特别听证）
  - 第11条（禁止使用道路作为停車场所等）

```
    1項 任何人不得把道路當成車輛的保管場所。
    2項 任何人不得為下面各款之行為。
      一　把汽車停在道路上同一個地方連續超過12小時。
      二　把汽車於夜間（日没到日出間之時間）在道路上同一地點連續停放超過8小時。
    3項　前二項之規定，於行政法規所定執行公務之情形或其他行政法規所定情形，不適用之。
```

- - 第十二条（提交报告或资料）
  - 第13条（排除申请等）
  - 第十四条（公安委员会的授权）
  - 第十五条（过渡措施）
  - 第十六条（国家公安委员会委托办法）
  - 第 17 条（罰則）

```
　    1項  該當於下面各款之情形時，處三個月以下有期徒刑或二十萬圓以下罰金。
      一　違反公安委員會依第九条第一項之命令
      二　違反第十一条第一項之規定使用道路上之場所
     ２項　有下面各款之情形時，處二十萬圓以下罰金。
      一　關於汽車之保管場所提出虚偽之書面，或令警察署長就關於汽車之保管場所發出虚偽之通知，而受第四条第一項規定之處分者。
      二　違反第第十一条第二項之規定。
     ３項　該當於下面各款者，處十萬圓以下罰金。
      一　未依照第五条、第七条第一項（包含依第十三条第四項準用之情形）或第十三条第三項之規定提出申告，或為虛偽之申告者。
      二　違反第九条第六項之規定者。
      三　未依第十二条之規定提出報告，或未提出資料，或為虚偽之報告，或提出虚偽之資料者。
```

- - 第 18 条
- 附則

- 汽车
- 停車處
- 车位证明

1. ↑  自動車保管場所証明申請書
2. ↑  倫敦市政府. .   [2022-11-18]. （原始内容存档于2022-11-18）.
3. ↑  .   [2022-07-24]. （原始内容存档于2022-06-22）.
4. ↑  .   [2022-07-24]. （原始内容存档于2022-06-20）.